# Oud-Heverlee Leuven in het seizoen 2011/12
Dit artikel beschrijft de prestaties van de Belgische voetbalclub OH Leuven in het seizoen 2011-12. De club trad in dit seizoen voor de eerste keer aan in de eerste klasse van het Belgisch voetbal.

## Spelerskern
| Nº            | Naam                | Nationaliteit | Geboortedatum     | Debuut A-kern | Vorige club                              |
| Doelmannen    | Doelmannen          | Doelmannen    | Doelmannen        | Doelmannen    | Doelmannen                               |
| ------------- | ------------------- | ------------- | ----------------- | ------------- | ---------------------------------------- |
| 1             | Yves Lenaerts       | België        | 27 februari 1983  | 2010          | Club Brugge                              |
| 12            | Dean Michiels       | België        | 4 juli 1991       | 2010          | opgeleid bij OH Leuven                   |
| 21            | Thomas Kaminski     | België        | 23 oktober 1992   | 2011          | K. Beerschot AC                          |
| Verdedigers   |                     |               |                   |               |                                          |
| 2             | Frederik Boi        | België        | 25 oktober 1981   | 2011          | Cercle Brugge                            |
| 3             | Nicky Hayen         | België        | 16 augustus 1980  | 2010          | RBC Roosendaal                           |
| 4             | Wim Raymaekers      | België        | 4 april 1985      | 2010          | Red Star Waasland                        |
| 15            | Pieter Nys          | België        | 1 juli 1989       | 2010          | Fortuna Sittard (verhuurd door KRC Genk) |
| 17            | Koen Weuts          | België        | 18 september 1990 | 2009          | K. Lierse SK                             |
| 24            | Radek Dejmek        | Tsjechië      | 2 februari 1988   | 2011          | FC Slovan Liberec                        |
| 25            | Christophe Diandy   | Senegal       | 26 november 1990  | 2011          | RSC Anderlecht                           |
| 26            | Lionel Gendarme     | België        | 20 februari 1989  | 2011          | Standard Luik                            |
| 27            | Stefán Gíslason     | IJsland       | 15 maart 1980     | 2012          | Lillestrøm SK                            |
| Middenvelders |                     |               |                   |               |                                          |
| 6             | Kenneth Van Goethem | België        | 12 februari 1984  | 2010          | KV Mechelen                              |
| 8             | Maxime Annys        | België        | 24 juli 1986      | 2009          | RFC Tournai                              |
| 10            | Kevin Roelandts     | België        | 27 augustus 1982  | 2011          | SV Zulte Waregem                         |
| 16            | Jorn Vermeulen      | België        | 16 april 1987     | 2011          | Club Brugge                              |
| 18            | Floribert Ngalula   | België        | 7 maart 1987      | 2011          | TPS Turku                                |
| 20            | Karel Geraerts      | België        | 5 januari 1982    | 2011          | Club Brugge                              |
| 28            | Antoine Palate      | België        | 1 maart 1994      | 2011          | opgeleid bij OH Leuven                   |
| 30            | Simon Bracke        | België        | 17 november 1995  | 2011          | opgeleid bij OH Leuven                   |
| Aanvallers    |                     |               |                   |               |                                          |
| 7             | Jordan Remacle      | België        | 14 februari 1987  | 2010          | RBC Roosendaal                           |
| 9             | Salou Ibrahim       | België        | 29 mei 1979       | 2012          | New York Red Bulls                       |
| 11            | Oleksandr Jakovenko | Oekraïne      | 23 juni 1987      | 2012          | RSC Anderlecht                           |
| 13            | Bjorn Ruytinx       | België        | 18 augustus 1980  | 2004          | KS Kermt-Hasselt                         |
| 14            | Thomas Azevedo      | België        | 31 augustus 1991  | 2011          | Lommel United                            |
| 19            | Loris Brogno        | België        | 18 september 1992 | 2012          | Sporting Charleroi                       |
| 22            | Emmerik De Vriese   | België        | 14 februari 1985  | 2011          | Antwerp FC                               |
| 23            | Derick Ogbu         | Nigeria       | 19 maart 1990     | 2011          | Umm-Salal SC                             |
| 29            | Joren Dehond        | België        | 8 augustus 1995   | 2011          | opgeleid bij OH Leuven                   |

## Technische staf
| Naam                 | Nationaliteit | Geboortedatum    | Bij OHL sinds | Functie           |
| -------------------- | ------------- | ---------------- | ------------- | ----------------- |
| Ronny Van Geneugden  | België        | 17 augustus 1968 | 2010          | Hoofdtrainer      |
| Hans Vander Elst     | België        | 13 december 1972 | 2002          | Assistent-trainer |
| Jurgen De Braekeleer | België        | 21 april 1968    | 2003          | Keeperstrainer    |

## Transfers

### Zomertransfers

#### Inkomende transfers
| Naam                     | Positie             | Nationaliteit       | Contract tot        | Komt van             |
| Inkomende transfers      | Inkomende transfers | Inkomende transfers | Inkomende transfers | Inkomende transfers  |
| ------------------------ | ------------------- | ------------------- | ------------------- | -------------------- |
| Patrick Amoah            | Aanvaller           | Zweden              | 2013                | White Star Woluwe FC |
| Thomas Azevedo           | Aanvaller           | België              | 2013                | Lommel United        |
| Frederik Boi             | Verdediger          | België              | 2013                | Cercle Brugge        |
| Emmerik De Vriese        | Aanvaller           | België              | 2013                | Antwerp FC           |
| Karel Geraerts           | Middenvelder        | België              | 2014                | Club Brugge          |
| Thomas Kaminski          | Doelman             | België              | 2012                | K. Beerschot AC      |
| Floribert Ngalula        | Middenvelder        | België              | 2013                | TPS Turku            |
| Derick Ogbu              | Aanvaller           | Nigeria             | 2013                | Umm-Salal SC         |
| Kevin Roelandts          | Middenvelder        | België              | 2013                | SV Zulte Waregem     |
| Jorn Vermeulen           | Middenvelder        | België              | 2013                | Club Brugge          |
| Gehuurd                  |                     |                     |                     |                      |
| Radek Dejmek             | Verdediger          | Tsjechië            | 2012                | FC Slovan Liberec    |
| Christophe Diandy        | Middenvelder        | Senegal             | 2012                | RSC Anderlecht       |
| Doorstroming naar A-kern |                     |                     |                     |                      |
| Simon Bracke             | Middenvelder        | België              |                     |                      |
| Joren Dehond             | Aanvaller           | België              |                     |                      |
| Antoine Palate           | Middenvelder        | België              |                     |                      |
| Contractverlenging       |                     |                     |                     |                      |
| Maxime Annys             | Middenvelder        | België              | 2012                |                      |
| Jordan Remacle           | Aanvaller           | België              | 2013                |                      |
| Ronny Van Geneugden      | Trainer             | België              | 2015                |                      |

#### Uitgaande transfers
| Naam                      | Positie             | Nationaliteit       | Contract tot        | Gaat naar                      |
| Uitgaande transfers       | Uitgaande transfers | Uitgaande transfers | Uitgaande transfers | Uitgaande transfers            |
| ------------------------- | ------------------- | ------------------- | ------------------- | ------------------------------ |
| Pieter Beckers            | Middenvelder        | België              |                     | Racing Mechelen                |
| Sandro Bloudek            | Middenvelder        | Slovenië            |                     | Fortuna Sittard                |
| Yannick Euvrard           | Verdediger          | België              |                     | KSV Roeselare                  |
| Jente Forier              | Doelman             | België              |                     | Lummen VV                      |
| Hamdi Harbaoui            | Aanvaller           | Tunesië             |                     | KSC Lokeren Oost-Vlaanderen    |
| Antoine Themelin          | Middenvelder        | België              |                     | Olympia SC Wijgmaal            |
| Simon Vermeiren           | Aanvaller           | België              |                     | Olympia SC Wijgmaal            |
| Verhuurd                  |                     |                     |                     |                                |
| Nicolas De Mol            | Middenvelder        | België              |                     | Olympia SC Wijgmaal            |
| Fred Desomberg            | Doelman             | België              |                     | Olympia SC Wijgmaal            |
| Raf Verhamme              | Verdediger          | België              |                     | Olympia SC Wijgmaal            |
| Einde huurcontract        |                     |                     |                     |                                |
| Mark De Man               | Middenvelder        | België              |                     | KSK Hasselt                    |
| Wouter Scheelen           | Middenvelder        | België              |                     | KVC Westerlo → Fortuna Sittard |
| Kurt Weuts                | Aanvaller           | België              |                     | KSK Heist                      |
| Opnieuw naar beloftenkern |                     |                     |                     |                                |
| Tom Christiaens           | Middenvelder        | België              |                     |                                |

### Wintertransfers

#### Inkomende transfers
| Naam                | Positie             | Nationaliteit       | Contract tot        | Komt van            |
| Inkomende transfers | Inkomende transfers | Inkomende transfers | Inkomende transfers | Inkomende transfers |
| ------------------- | ------------------- | ------------------- | ------------------- | ------------------- |
| Loris Brogno        | Aanvaller           | België              | 2014                | Sporting Charleroi  |
| Stefán Gíslason     | Verdediger          | IJsland             | 2013                | Lillestrøm SK       |
| Salou Ibrahim       | Aanvaller           | België              | 2012                | New York Red Bulls  |
| Gehuurd             |                     |                     |                     |                     |
| Oleksandr Jakovenko | Aanvaller           | Oekraïne            | 2012                | RSC Anderlecht      |

#### Uitgaande transfers
| Naam                | Positie             | Nationaliteit       | Contract tot        | Gaat naar                 |
| Uitgaande transfers | Uitgaande transfers | Uitgaande transfers | Uitgaande transfers | Uitgaande transfers       |
| ------------------- | ------------------- | ------------------- | ------------------- | ------------------------- |
| Patrick Amoah       | Aanvaller           | Zweden              |                     | White Star Woluwe FC      |
| Joeri Vastmans      | Verdediger          | België              |                     | Patro Eisden Maasmechelen |
| Verhuurd            |                     |                     |                     |                           |
| Tail Schoonjans     | Aanvaller           | België              |                     | Sportkring Sint-Niklaas   |

## Resultaten

### Oefenwedstrijden
| Datum/tijd           | Thuis | Uitslag | Uit                                                   | Informatie |
| -------------------- | ----- | --- | ----------------------------------------------------- | ---------- |
| 25 juni 2011 16:00   |       | |                                                       |            |
| Stormvogels Haasrode | 0 – 8 | OH Leuven | Rudy Delangstadion, Blanden Arbiter: Nathan Verboomen |            |
|                      |       | 6' S. Bloudek 34' T. Azevedo 39' B. Ruytinx 63' E. De Vriese 67' J. Vermeulen 71' M. Bojović 77' K. Roelandts 89' C. Diandy (pen.) | Rudy Delangstadion, Blanden Arbiter: Nathan Verboomen |            |

| Datum/tijd         | Thuis | Uitslag                                | Uit                                               | Informatie |
| ------------------ | ----- | -------------------------------------- | ------------------------------------------------- | ---------- |
| 29 juni 2011 20:00 |       |                                        |                                                   |            |
| Kampenhout SK      | 1 – 3 | OH Leuven                              | De Zeype, Kampenhout Arbiter: Dries Vanvinkenroye |            |
| B. Colson 74'      |       | 49' P. Amoah 61' N. Hayen 81' K. Weuts | De Zeype, Kampenhout Arbiter: Dries Vanvinkenroye |            |

| Datum/tijd                   | Thuis | Uitslag                                | Uit                                                     | Informatie |
| ---------------------------- | ----- | -------------------------------------- | ------------------------------------------------------- | ---------- |
| 2 juli 2011 19:00            |       |                                        |                                                         |            |
| Cercle Brugge                | 2 – 2 | OH Leuven                              | Stadion FC Veldegem, Veldegem Arbiter: Jurgen Brinckman |            |
| K. Janssens 7' A. Naudts 53' |       | 4' M. Annys 8' M. Bojović 19' N. Hayen | Stadion FC Veldegem, Veldegem Arbiter: Jurgen Brinckman |            |

| Datum/tijd         | Thuis | Uitslag                          | Uit                                                    | Informatie |
| ------------------ | ----- | -------------------------------- | ------------------------------------------------------ | ---------- |
| 6 juli 2011 20:00  |       |                                  |                                                        |            |
| KV Woluwe-Zaventem | 0 – 2 | OH Leuven                        | Gemeentelijk Sportstadion, Zaventem Arbiter: Erik Bury |            |
|                    |       | 19' P. Nys 55' J. Remacle (pen.) | Gemeentelijk Sportstadion, Zaventem Arbiter: Erik Bury |            |

| Datum/tijd        | Thuis | Uitslag                                                                | Uit                          | Informatie |
| ----------------- | ----- | ---------------------------------------------------------------------- | ---------------------------- | ---------- |
| 9 juli 2011 19:30 |       |                                                                        |                              |            |
| RKSV Taxandria    | 0 – 4 | OH Leuven                                                              | De Gemullehoeken, Oisterwijk |            |
|                   |       | 53' J. Remacle (pen.) 73' K. Roelandts 75' K. Roelandts 85' B. Ruytinx | De Gemullehoeken, Oisterwijk |            |

| Datum/tijd          | Thuis | Uitslag                                                         | Uit                                                               | Informatie |
| ------------------- | ----- | --------------------------------------------------------------- | ----------------------------------------------------------------- | ---------- |
| 10 juli 2011 17:00  |       |                                                                 |                                                                   |            |
| Olympia SC Wijgmaal | 0 – 4 | OH Leuven                                                       | Ymeriastadion (Olympia Wijgmaal), Wijgmaal Arbiter: Peter Ebraert |            |
|                     |       | 48' K. Roelandts 61' J. Remacle 65' E. De Vriese 82' B. Ruytinx | Ymeriastadion (Olympia Wijgmaal), Wijgmaal Arbiter: Peter Ebraert |            |

| Datum/tijd         | Thuis | Uitslag                                 | Uit                                     | Informatie |
| ------------------ | ----- | --------------------------------------- | --------------------------------------- | ---------- |
| 13 juli 2011 19:00 |       |                                         |                                         |            |
| OH Leuven          | 0 – 2 | N.E.C.                                  | Den Dreef, Leuven Arbiter: Kenny Snoeck |            |
|                    |       | 49' N. van der Velden 69' R. van Eijden | Den Dreef, Leuven Arbiter: Kenny Snoeck |            |

| Datum/tijd                 | Thuis | Uitslag     | Uit                                                           | Informatie |
| -------------------------- | ----- | ----------- | ------------------------------------------------------------- | ---------- |
| 16 juli 2011 19:00         |       |             |                                                               |            |
| FC Brussels                | 1 – 1 | OH Leuven   | Ymeriastadion (Olympia Wijgmaal), Wijgmaal Arbiter: Erik Bury |            |
| A. Mendy 32' P. Tambwe 58' |       | 4' M. Annys | Ymeriastadion (Olympia Wijgmaal), Wijgmaal Arbiter: Erik Bury |            |

| Datum/tijd                   | Thuis | Uitslag                                                                | Uit                                        | Informatie |
| ---------------------------- | ----- | ---------------------------------------------------------------------- | ------------------------------------------ | ---------- |
| 20 juli 2011 19:00           |       |                                                                        |                                            |            |
| OH Leuven                    | 2 – 4 | Gençlerbirliği SK                                                      | Den Dreef, Leuven Arbiter: Erik Lambrechts |            |
| J. Remacle 7' B. Ruytinx 44' |       | 37' K. Weuts (own) 65' Y. Öztekin (pen.) 75' S. Aytaç 79' O. Delibalta | Den Dreef, Leuven Arbiter: Erik Lambrechts |            |

| Datum/tijd         | Thuis | Uitslag                                                                 | Uit                                              | Informatie |
| ------------------ | ----- | ----------------------------------------------------------------------- | ------------------------------------------------ | ---------- |
| 23 juli 2011 18:00 |       |                                                                         |                                                  |            |
| OH Leuven          | 0 – 4 | Getafe CF                                                               | Den Dreef, Leuven Arbiter: Jean-Baptist Bultynck |            |
|                    |       | 9' D. Castro 22' A. Pérez Navarro 82' P. Mosquera 84' R. Sánchez García | Den Dreef, Leuven Arbiter: Jean-Baptist Bultynck |            |

| Datum/tijd             | Thuis | Uitslag              | Uit                                | Informatie |
| ---------------------- | ----- | -------------------- | ---------------------------------- | ---------- |
| 29 november 2011 20:00 |       |                      |                                    |            |
| OH Leuven              | 1 – 1 | KV Woluwe-Zaventem   | Gemeentelijk Stadion, Oud-Heverlee |            |
| R. Raguet 68'          |       | 63' Y. Etumba (pen.) | Gemeentelijk Stadion, Oud-Heverlee |            |

| Datum/tijd                                                   | Thuis | Uitslag     | Uit                   | Informatie |
| ------------------------------------------------------------ | ----- | ----------- | --------------------- | ---------- |
| 13 december 2011 19:30                                       |       |             |                       |            |
| OH Leuven                                                    | 5 – 1 | SMS Lubbeek | Bruineveld, Kessel-Lo |            |
| E. De Vriese P. Kempeneers P. Amoah J. Shallow T. Schoonjans |       | J. Theys    | Bruineveld, Kessel-Lo |            |

| Datum/tijd           | Thuis | Uitslag                     | Uit                                  | Informatie |
| -------------------- | ----- | --------------------------- | ------------------------------------ | ---------- |
| 7 januari 2012 14:30 |       |                             |                                      |            |
| OH Leuven            | 0 – 2 | Royale Union Saint-Gilloise | Sportcomplex Molenhoek, Knokke-Heist |            |
|                      |       |                             | Sportcomplex Molenhoek, Knokke-Heist |            |

| Datum/tijd                                                                        | Thuis | Uitslag       | Uit                   | Informatie |
| --------------------------------------------------------------------------------- | ----- | ------------- | --------------------- | ---------- |
| 11 januari 2012 19:00                                                             |       |               |                       |            |
| OH Leuven                                                                         | 5 – 0 | Kampenhout SK | Bruineveld, Kessel-Lo |            |
| J. Shallow 12' J. Shallow 14' L. Brogno 15' E. De Vriese 44' S. Bracke 61' (pen.) |       |               | Bruineveld, Kessel-Lo |            |

### Jupiler Pro League

#### Reguliere competitie

##### Wedstrijden
| Datum/tijd                    | Thuis | Uitslag                   | Uit                                                           | Informatie |
| ----------------------------- | ----- | ------------------------- | ------------------------------------------------------------- | ---------- |
| 29 juli 2011 20:30            |       |                           |                                                               |            |
| OH Leuven                     | 2 – 1 | RSC Anderlecht            | Den Dreef, Leuven Toeschouwers: 8.156 Arbiter: Serge Gumienny |            |
| Samuel 52' (own) P. Amoah 92' |       | 33' D. Odoi 36' R. Lukaku | Den Dreef, Leuven Toeschouwers: 8.156 Arbiter: Serge Gumienny |            |

| Datum/tijd                     | Thuis | Uitslag        | Uit                                                                  | Informatie |
| ------------------------------ | ----- | -------------- | -------------------------------------------------------------------- | ---------- |
| 6 augustus 2011 20:00          |       |                |                                                                      |            |
| SV Zulte Waregem               | 2 – 1 | OH Leuven      | Regenboogstadion, Waregem Toeschouwers: 6.703 Arbiter: Gunter Boelen |            |
| T. Matton 2' A. Trajkovski 36' |       | 80' J. Remacle | Regenboogstadion, Waregem Toeschouwers: 6.703 Arbiter: Gunter Boelen |            |

| Datum/tijd                             | Thuis | Uitslag           | Uit                                                               | Informatie |
| -------------------------------------- | ----- | ----------------- | ----------------------------------------------------------------- | ---------- |
| 13 augustus 2011 20:00                 |       |                   |                                                                   |            |
| Club Brugge                            | 1 – 0 | OH Leuven         | Jan Breydelstadion, Brugge Toeschouwers: 24.809 Arbiter: Tim Pots |            |
| L. Refaelov 66' K. Roelandts 79' (own) |       | 57' W. Raymaekers | Jan Breydelstadion, Brugge Toeschouwers: 24.809 Arbiter: Tim Pots |            |

| Datum/tijd             | Thuis | Uitslag                                         | Uit                                                               | Informatie |
| ---------------------- | ----- | ----------------------------------------------- | ----------------------------------------------------------------- | ---------- |
| 20 augustus 2011 20:00 |       |                                                 |                                                                   |            |
| OH Leuven              | 1 – 2 | KV Mechelen                                     | Den Dreef, Leuven Toeschouwers: 7.443 Arbiter: Frank De Bleeckere |            |
| J. Remacle 43' (pen.)  |       | 8' A. Cordaro 43' K. Van Hoevelen 51' J. Gorius | Den Dreef, Leuven Toeschouwers: 7.443 Arbiter: Frank De Bleeckere |            |

| Datum/tijd                  | Thuis | Uitslag     | Uit                                                             | Informatie |
| --------------------------- | ----- | ----------- | --------------------------------------------------------------- | ---------- |
| 27 augustus 2011 20:00      |       |             |                                                                 |            |
| KSC Lokeren Oost-Vlaanderen | 0 – 1 | OH Leuven   | Daknamstadion, Lokeren Toeschouwers: 4.976 Arbiter: Gerd Bylois |            |
| K. Persoons 79'             |       | 89' D. Ogbu | Daknamstadion, Lokeren Toeschouwers: 4.976 Arbiter: Gerd Bylois |            |

| Datum/tijd                                    | Thuis | Uitslag                        | Uit                                                         | Informatie |
| --------------------------------------------- | ----- | ------------------------------ | ----------------------------------------------------------- | ---------- |
| 10 september 2011 20:00                       |       |                                |                                                             |            |
| OH Leuven                                     | 3 – 1 | RAEC Mons                      | Den Dreef, Leuven Toeschouwers: 5.672 Arbiter: Gert Deckers |            |
| J. Remacle 20' (pen.) D. Ogbu 70' D. Ogbu 83' |       | 34' E. Sawaneh 48' Z. Matumona | Den Dreef, Leuven Toeschouwers: 5.672 Arbiter: Gert Deckers |            |

| Datum/tijd                                  | Thuis | Uitslag   | Uit                                                                    | Informatie |
| ------------------------------------------- | ----- | --------- | ---------------------------------------------------------------------- | ---------- |
| 17 september 2011 20:00                     |       |           |                                                                        |            |
| KV Kortrijk                                 | 2 – 0 | OH Leuven | Guldensporenstadion, Kortrijk Toeschouwers: 6.157 Arbiter: Jimmy Verhe |            |
| M. Oussalah 4' B. Capon 22' M. Messoudi 57' |       |           | Guldensporenstadion, Kortrijk Toeschouwers: 6.157 Arbiter: Jimmy Verhe |            |

| Datum/tijd              | Thuis | Uitslag                      | Uit                                                             | Informatie |
| ----------------------- | ----- | ---------------------------- | --------------------------------------------------------------- | ---------- |
| 24 september 2011 20:00 |       |                              |                                                                 |            |
| OH Leuven               | 1 – 1 | KRC Genk                     | Den Dreef, Leuven Toeschouwers: 7.068 Arbiter: Frederik Geldhof |            |
| N. Hayen 65'            |       | 45+2' J. Vossen 54' E. Barda | Den Dreef, Leuven Toeschouwers: 7.068 Arbiter: Frederik Geldhof |            |

| Datum/tijd                                                                                                  | Thuis | Uitslag        | Uit                                                                      | Informatie |
| --- | ----- | -------------- | ------------------------------------------------------------------------ | ---------- |
| 1 oktober 2011 20:00                                                                                        |       |                |                                                                          |            |
| AA Gent | 6 – 1 | OH Leuven      | Jules Ottenstadion, Gent Toeschouwers: 10.757 Arbiter: Claude Bourdouxhe |            |
| Z. Ljubijankič 29' C. Arzo Amposta 48' Z. Ljubijankič 63' T. Smolders 72' E. Coulibaly 90' Y. Soumahoro 92' |       | 40' J. Remacle | Jules Ottenstadion, Gent Toeschouwers: 10.757 Arbiter: Claude Bourdouxhe |            |

| Datum/tijd            | Thuis | Uitslag       | Uit                                                               | Informatie |
| --------------------- | ----- | ------------- | ----------------------------------------------------------------- | ---------- |
| 15 oktober 2011 20:00 |       |               |                                                                   |            |
| OH Leuven             | 1 – 1 | KVC Westerlo  | Den Dreef, Leuven Toeschouwers: 6.860 Arbiter: Joeri Van De Velde |            |
| D. Ogbu 71'           |       | 22' E. Ngolok | Den Dreef, Leuven Toeschouwers: 6.860 Arbiter: Joeri Van De Velde |            |

| Datum/tijd                       | Thuis | Uitslag   | Uit                                                                 | Informatie |
| -------------------------------- | ----- | --------- | ------------------------------------------------------------------- | ---------- |
| 22 oktober 2011 20:00            |       |           |                                                                     |            |
| Cercle Brugge                    | 2 – 0 | OH Leuven | Jan Breydelstadion, Brugge Toeschouwers: 8.104 Arbiter: Luc Wouters |            |
| K. Janssens 41' L. Van Eenoo 67' |       |           | Jan Breydelstadion, Brugge Toeschouwers: 8.104 Arbiter: Luc Wouters |            |

| Datum/tijd                                 | Thuis | Uitslag                                   | Uit                                                          | Informatie |
| ------------------------------------------ | ----- | ----------------------------------------- | ------------------------------------------------------------ | ---------- |
| 29 oktober 2011 20:00                      |       |                                           |                                                              |            |
| OH Leuven                                  | 3 - 2 | K. Beerschot AC                           | Den Dreef, Leuven Toeschouwers: 7.122 Arbiter: Tom Ottevaere |            |
| D. Ogbu 11' B. Ruytinx 57' K. Geraerts 86' |       | 61' R. Porokara 72' G. Kagelmacher (pen.) | Den Dreef, Leuven Toeschouwers: 7.122 Arbiter: Tom Ottevaere |            |

| Datum/tijd                                    | Thuis | Uitslag     | Uit                                                                               | Informatie |
| --------------------------------------------- | ----- | ----------- | --------------------------------------------------------------------------------- | ---------- |
| 5 november 2011 20:00                         |       |             |                                                                                   |            |
| K. Lierse SK                                  | 3 - 1 | OH Leuven   | Herman Vanderpoortenstadion, Lier Toeschouwers: 8.311 Arbiter: Frank De Bleeckere |            |
| D. Claasen 17' D. Claasen 30' B. Grnčarov 52' |       | 54' D. Ogbu | Herman Vanderpoortenstadion, Lier Toeschouwers: 8.311 Arbiter: Frank De Bleeckere |            |

| Datum/tijd             | Thuis | Uitslag                                        | Uit                                                              | Informatie |
| ---------------------- | ----- | ---------------------------------------------- | ---------------------------------------------------------------- | ---------- |
| 19 november 2011 20:00 |       |                                                |                                                                  |            |
| OH Leuven              | 1 - 3 | Standard Luik                                  | Den Dreef, Leuven Toeschouwers: 8.519 Arbiter: Claude Bourdouxhe |            |
| J. Van Damme 32' (own) |       | 12' M. Tchité 26' M. Tchité 45' G. Mujangi Bia | Den Dreef, Leuven Toeschouwers: 8.519 Arbiter: Claude Bourdouxhe |            |

| Datum/tijd                               | Thuis | Uitslag         | Uit                                                                   | Informatie |
| ---------------------------------------- | ----- | --------------- | --------------------------------------------------------------------- | ---------- |
| 26 november 2011 20:00                   |       |                 |                                                                       |            |
| Sint-Truidense VV                        | 2 - 1 | OH Leuven       | Stayen, Sint-Truiden Toeschouwers: 9.623 Arbiter: Christophe Delacour |            |
| G. Dufer 6' R. Ghoochannejhad 55' (pen.) |       | 75' K. Geraerts | Stayen, Sint-Truiden Toeschouwers: 9.623 Arbiter: Christophe Delacour |            |

| Datum/tijd            | Thuis | Uitslag   | Uit                                                                                     | Informatie |
| --------------------- | ----- | --------- | --------------------------------------------------------------------------------------- | ---------- |
| 4 december 2011 14:30 |       |           |                                                                                         |            |
| RSC Anderlecht        | 0 - 0 | OH Leuven | Constant Vanden Stockstadion, Anderlecht Toeschouwers: 22.302 Arbiter: Frederik Geldhof |            |
| R. Juhász 78'         |       |           | Constant Vanden Stockstadion, Anderlecht Toeschouwers: 22.302 Arbiter: Frederik Geldhof |            |

| Datum/tijd                           | Thuis | Uitslag                            | Uit                                                             | Informatie |
| ------------------------------------ | ----- | ---------------------------------- | --------------------------------------------------------------- | ---------- |
| 10 december 2011 20:00               |       |                                    |                                                                 |            |
| OH Leuven                            | 2 - 2 | SV Zulte Waregem                   | Den Dreef, Leuven Toeschouwers: 7.426 Arbiter: Serdar Gözübüyük |            |
| B. Ruytinx 48' J. Remacle 85' (pen.) |       | 64' J. Delaplace 71' A. Trajkovski | Den Dreef, Leuven Toeschouwers: 7.426 Arbiter: Serdar Gözübüyük |            |

| Datum/tijd                           | Thuis | Uitslag                           | Uit                                                              | Informatie |
| ------------------------------------ | ----- | --------------------------------- | ---------------------------------------------------------------- | ---------- |
| 18 december 2011 18:00               |       |                                   |                                                                  |            |
| OH Leuven                            | 3 - 1 | Club Brugge                       | Den Dreef, Leuven Toeschouwers: 8.519 Arbiter: Claude Bourdouxhe |            |
| B. Ruytinx 53' F. Boi 71' F. Boi 91' |       | 44' V. Odjidja-Ofoe 54' J. Akpala | Den Dreef, Leuven Toeschouwers: 8.519 Arbiter: Claude Bourdouxhe |            |

| Datum/tijd                      | Thuis | Uitslag                                    | Uit                                                                                      | Informatie |
| ------------------------------- | ----- | ------------------------------------------ | ---------------------------------------------------------------------------------------- | ---------- |
| 26 december 2011 20:30          |       |                                            |                                                                                          |            |
| KV Mechelen                     | 2 - 2 | OH Leuven                                  | Argosstadion Achter de Kazerne, Mechelen Toeschouwers: 12.621 Arbiter: Laurent Colemonts |            |
| D. Destorme 28' D. Destorme 70' |       | 12' J. Remacle 46' D. Ogbu 57' L. Gendarme | Argosstadion Achter de Kazerne, Mechelen Toeschouwers: 12.621 Arbiter: Laurent Colemonts |            |

| Datum/tijd            | Thuis | Uitslag                     | Uit                                                     | Informatie |
| --------------------- | ----- | --------------------------- | ------------------------------------------------------- | ---------- |
| 14 januari 2012 20:00 |       |                             |                                                         |            |
| OH Leuven             | 1 - 1 | KSC Lokeren Oost-Vlaanderen | Den Dreef, Leuven Toeschouwers: 7.013 Arbiter: Wim Smet |            |
| E. De Vriese 78'      |       | 45+1' N. De Pauw            | Den Dreef, Leuven Toeschouwers: 7.013 Arbiter: Wim Smet |            |

| Datum/tijd                                     | Thuis | Uitslag                              | Uit                                                                       | Informatie |
| ---------------------------------------------- | ----- | ------------------------------------ | ------------------------------------------------------------------------- | ---------- |
| 21 januari 2012 20:00                          |       |                                      |                                                                           |            |
| RAEC Mons                                      | 2 - 2 | OH Leuven                            | Stade Charles Tondreau, Bergen Toeschouwers: 5.209 Arbiter: Tom Ottevaere |            |
| E. Sawaneh 37' J. Perbet 43' N. Timmermans 86' |       | 60' J. Remacle 86' J. Remacle (pen.) | Stade Charles Tondreau, Bergen Toeschouwers: 5.209 Arbiter: Tom Ottevaere |            |

| Datum/tijd            | Thuis | Uitslag                                  | Uit                                                             | Informatie |
| --------------------- | ----- | ---------------------------------------- | --------------------------------------------------------------- | ---------- |
| 25 januari 2012 20:30 |       |                                          |                                                                 |            |
| OH Leuven             | 0 - 2 | KV Kortrijk                              | Den Dreef, Leuven Toeschouwers: 6.023 Arbiter: Jurgen Brinckman |            |
|                       |       | 40' D. Veselinović 90' S. Joseph-Monrose | Den Dreef, Leuven Toeschouwers: 6.023 Arbiter: Jurgen Brinckman |            |

| Datum/tijd                                                                   | Thuis | Uitslag   | Uit                                                                 | Informatie |
| ---------------------------------------------------------------------------- | ----- | --------- | ------------------------------------------------------------------- | ---------- |
| 28 januari 2012 20:00                                                        |       |           |                                                                     |            |
| KRC Genk                                                                     | 5 - 0 | OH Leuven | Cristal Arena, Genk Toeschouwers: 23.439 Arbiter: Claude Bourdouxhe |            |
| K. De Bruyne 14' K. De Bruyne 16' J. Vossen 20' T. Buffel 32' C. Benteke 76' |       |           | Cristal Arena, Genk Toeschouwers: 23.439 Arbiter: Claude Bourdouxhe |            |

| Datum/tijd                  | Thuis | Uitslag                              | Uit                                                            | Informatie |
| --------------------------- | ----- | ------------------------------------ | -------------------------------------------------------------- | ---------- |
| 4 februari 2012 20:00       |       |                                      |                                                                |            |
| OH Leuven                   | 2 - 3 | AA Gent                              | Den Dreef, Leuven Toeschouwers: 7.070 Arbiter: Peter Vervecken |            |
| D. Ogbu 24' K. Geraerts 53' |       | 45+1' Rafinha 50' Melli 56' I. Mboyo | Den Dreef, Leuven Toeschouwers: 7.070 Arbiter: Peter Vervecken |            |

| Datum/tijd             | Thuis | Uitslag                                           | Uit                                                                | Informatie |
| ---------------------- | ----- | ------------------------------------------------- | ------------------------------------------------------------------ | ---------- |
| 11 februari 2012 20:00 |       |                                                   |                                                                    |            |
| KVC Westerlo           | 1 - 3 | OH Leuven                                         | 't Kuipje, Westerlo Toeschouwers: 5.563 Arbiter: Alexandre Boucaut |            |
| Reynaldo 43'           |       | 34' O. Jakovenko 60' W. Raymaekers 75' J. Remacle | 't Kuipje, Westerlo Toeschouwers: 5.563 Arbiter: Alexandre Boucaut |            |

| Datum/tijd                | Thuis | Uitslag                                                               | Uit                                                                         | Informatie |
| ------------------------- | ----- | --------------------------------------------------------------------- | --------------------------------------------------------------------------- | ---------- |
| 18 februari 2012 20:00    |       |                                                                       |                                                                             |            |
| OH Leuven                 | 2 - 3 | Cercle Brugge                                                         | Den Dreef, Leuven Toeschouwers: 7.338 Arbiter: Carlos-Manuel Alho Guerreiro |            |
| D. Ogbu 18' R. Dejmek 64' |       | 20' I. Vetokele 56' G. Mertens (pen.) 80' K. D'haene 89' A. Viðarsson | Den Dreef, Leuven Toeschouwers: 7.338 Arbiter: Carlos-Manuel Alho Guerreiro |            |

| Datum/tijd                     | Thuis | Uitslag       | Uit                                                                      | Informatie |
| ------------------------------ | ----- | ------------- | ------------------------------------------------------------------------ | ---------- |
| 25 februari 2012 20:00         |       |               |                                                                          |            |
| K. Beerschot AC                | 2 - 1 | OH Leuven     | Olympisch Stadion, Antwerpen Toeschouwers: 8.300 Arbiter: Serge Gumienny |            |
| S. Mac-Donald 25' R. Dayan 53' |       | 82' R. Dejmek | Olympisch Stadion, Antwerpen Toeschouwers: 8.300 Arbiter: Serge Gumienny |            |

| Datum/tijd         | Thuis | Uitslag      | Uit                                                       | Informatie |
| ------------------ | ----- | ------------ | --------------------------------------------------------- | ---------- |
| 3 maart 2012 20:00 |       |              |                                                           |            |
| OH Leuven          | 0 - 0 | K. Lierse SK | Den Dreef, Leuven Toeschouwers: 7.495 Arbiter: Sam Loeman |            |
|                    |       |              | Den Dreef, Leuven Toeschouwers: 7.495 Arbiter: Sam Loeman |            |

| Datum/tijd                                                | Thuis | Uitslag   | Uit                                                                         | Informatie |
| --------------------------------------------------------- | ----- | --------- | --------------------------------------------------------------------------- | ---------- |
| 18 maart 2012 14:30                                       |       |           |                                                                             |            |
| Standard Luik                                             | 4 - 0 | OH Leuven | Stade Maurice Dufrasne, Luik Toeschouwers: 26.765 Arbiter: Frederik Geldhof |            |
| M. Tchité 7' J. Van Damme 46' Felipe 62' J. Van Damme 66' |       |           | Stade Maurice Dufrasne, Luik Toeschouwers: 26.765 Arbiter: Frederik Geldhof |            |

| Datum/tijd                              | Thuis | Uitslag           | Uit                                                        | Informatie |
| --------------------------------------- | ----- | ----------------- | ---------------------------------------------------------- | ---------- |
| 21 maart 2012 20:30                     |       |                   |                                                            |            |
| OH Leuven                               | 3 - 1 | Sint-Truidense VV | Den Dreef, Leuven Toeschouwers: 7.266 Arbiter: Gerd Bylois |            |
| F. Boi 40' T. Azevedo 86' L. Brogno 90' |       | 71' G. Rossini    | Den Dreef, Leuven Toeschouwers: 7.266 Arbiter: Gerd Bylois |            |

##### Klassement
| Pl. | Club                | Wed | W  | V  | G  | +  | –  | Ptn. | Play-off     |
| --- | ------------------- | --- | -- | -- | -- | -- | -- | ---- | ------------ |
| 1   | RSC Anderlecht      | 30  | 20 | 3  | 7  | 61 | 26 | 67   | Play-off I   |
| 2   | Club Brugge         | 30  | 19 | 7  | 4  | 51 | 32 | 61   | Play-off I   |
| 3   | AA Gent             | 30  | 17 | 8  | 5  | 63 | 35 | 56   | Play-off I   |
| 4   | Standard Luik       | 30  | 14 | 7  | 9  | 43 | 33 | 51   | Play-off I   |
| 5   | KRC Genk            | 30  | 13 | 10 | 7  | 60 | 44 | 46   | Play-off I   |
| 6   | KV Kortrijk         | 30  | 13 | 10 | 7  | 39 | 36 | 46   | Play-off I   |
| 7   | Cercle Brugge       | 30  | 13 | 10 | 7  | 36 | 37 | 46   | Play-off II  |
| 8   | KSC Lokeren         | 30  | 11 | 8  | 11 | 48 | 40 | 44   | Play-off II  |
| 9   | KV Mechelen         | 30  | 10 | 13 | 7  | 40 | 50 | 37   | Play-off II  |
| 10  | RAEC Mons           | 30  | 9  | 12 | 9  | 50 | 55 | 36   | Play-off II  |
| 11  | Beerschot AC        | 30  | 9  | 12 | 9  | 45 | 51 | 36   | Play-off II  |
| 12  | Lierse SK           | 30  | 6  | 11 | 13 | 24 | 36 | 31   | Play-off II  |
| 13  | SV Zulte Waregem    | 30  | 6  | 12 | 12 | 32 | 38 | 30   | Play-off II  |
| 14  | Oud-Heverlee Leuven | 30  | 7  | 15 | 8  | 38 | 58 | 29   | Play-off II  |
| 15  | KVC Westerlo        | 30  | 5  | 20 | 5  | 29 | 59 | 20   | Play-off III |
| 16  | Sint-Truidense VV   | 30  | 3  | 17 | 10 | 32 | 61 | 19   | Play-off III |

#### Play-off II

##### Poulefase
| Datum/tijd          | Thuis | Uitslag                 | Uit                                                               | Informatie |
| ------------------- | ----- | ----------------------- | ----------------------------------------------------------------- | ---------- |
| 31 maart 2012 20:00 |       |                         |                                                                   |            |
| OH Leuven           | 1 - 1 | K. Lierse SK            | Den Dreef, Leuven Toeschouwers: 6.625 Arbiter: Joeri Van De Velde |            |
| D. Ogbu 84'         |       | 67' M. El-Gabbas (pen.) | Den Dreef, Leuven Toeschouwers: 6.625 Arbiter: Joeri Van De Velde |            |

| Datum/tijd                                                                         | Thuis | Uitslag                                                          | Uit                                                                       | Informatie |
| ---------------------------------------------------------------------------------- | ----- | ---------------------------------------------------------------- | ------------------------------------------------------------------------- | ---------- |
| 7 april 2012 20:00                                                                 |       |                                                                  |                                                                           |            |
| Cercle Brugge                                                                      | 6 - 4 | OH Leuven                                                        | Jan Breydelstadion, Brugge Toeschouwers: 8.074 Arbiter: Laurent Colemonts |            |
| Rudy 12' I. Vetokele 15' W. Carvalho 32' A. Portier 47' O. Iachtchouk 52' Rudy 77' |       | 17' S. Gíslason 36' J. Remacle 45+1' T. Azevedo 61' O. Jakovenko | Jan Breydelstadion, Brugge Toeschouwers: 8.074 Arbiter: Laurent Colemonts |            |

| Datum/tijd                    | Thuis | Uitslag        | Uit                                                                                   | Informatie |
| ----------------------------- | ----- | -------------- | ------------------------------------------------------------------------------------- | ---------- |
| 14 april 2012 20:00           |       |                |                                                                                       |            |
| KV Mechelen                   | 2 - 1 | OH Leuven      | Argosstadion Achter de Kazerne, Mechelen Toeschouwers: 9.945 Arbiter: Christof Virant |            |
| W. Van Tricht 15' J. Ruiz 31' |       | 53' J. Remacle | Argosstadion Achter de Kazerne, Mechelen Toeschouwers: 9.945 Arbiter: Christof Virant |            |

| Datum/tijd                                                      | Thuis | Uitslag                     | Uit                                                             | Informatie |
| --------------------------------------------------------------- | ----- | --------------------------- | --------------------------------------------------------------- | ---------- |
| 21 april 2012 17:30                                             |       |                             |                                                                 |            |
| OH Leuven                                                       | 4 - 2 | KV Mechelen                 | Den Dreef, Leuven Toeschouwers: 7.003 Arbiter: Jurgen Brinckman |            |
| T. Azevedo 5' P. Nys 31' O. Jakovenko 58' J. Remacle 82' (pen.) |       | 74' J. Gorius 89' J. Gorius | Den Dreef, Leuven Toeschouwers: 7.003 Arbiter: Jurgen Brinckman |            |

| Datum/tijd                                          | Thuis | Uitslag                                 | Uit                                                           | Informatie |
| --------------------------------------------------- | ----- | --------------------------------------- | ------------------------------------------------------------- | ---------- |
| 28 april 2012 20:00                                 |       |                                         |                                                               |            |
| OH Leuven                                           | 3 - 2 | Cercle Brugge                           | Den Dreef, Leuven Toeschouwers: 7.563 Arbiter: Serge Gumienny |            |
| J. Remacle 79' (pen.) B. Ruytinx 82' J. Remacle 90' |       | 8' A. Baldé 18' A. Baldé 78' G. Mertens | Den Dreef, Leuven Toeschouwers: 7.563 Arbiter: Serge Gumienny |            |

| Datum/tijd       | Thuis | Uitslag                                    | Uit                                                                          | Informatie |
| ---------------- | ----- | ------------------------------------------ | ---------------------------------------------------------------------------- | ---------- |
| 5 mei 2012 20:00 |       |                                            |                                                                              |            |
| K. Lierse SK     | 1 - 2 | OH Leuven                                  | Herman Vanderpoortenstadion, Lier Toeschouwers: 7.604 Arbiter: Tom Ottevaere |            |
| J. Adesanya 48'  |       | 34' P. Nys 59' J. Remacle 84' K. Roelandts | Herman Vanderpoortenstadion, Lier Toeschouwers: 7.604 Arbiter: Tom Ottevaere |            |

##### Klassement

###### Groep A
| #  | Club          | GS | W | G | V | DV | DT | DS | PTN |
| -- | ------------- | -- | - | - | - | -- | -- | -- | --- |
| 1. | Cercle Brugge | 6  | 3 | 2 | 1 | 16 | 10 | +6 | 11  |
| 2. | OH Leuven     | 6  | 3 | 1 | 2 | 15 | 14 | +1 | 10  |
| 3. | Lierse SK     | 6  | 1 | 4 | 1 | 7  | 7  | 0  | 7   |
| 4. | KV Mechelen   | 6  | 1 | 1 | 4 | 7  | 14 | −7 | 4   |

###### Groep B
| #  | Club             | GS | W | G | V | DV | DT | DS | PTN |
| -- | ---------------- | -- | - | - | - | -- | -- | -- | --- |
| 1. | RAEC Mons        | 6  | 3 | 2 | 1 | 8  | 4  | +4 | 11  |
| 2. | SV Zulte Waregem | 6  | 2 | 2 | 2 | 7  | 8  | −1 | 8   |
| 3. | K. Beerschot AC  | 6  | 2 | 1 | 3 | 9  | 10 | −1 | 7   |
| 4. | KSC Lokeren      | 6  | 1 | 3 | 2 | 9  | 11 | −2 | 6   |

### Cofidis Cup

#### 1/16e finale
| Datum/tijd              | Thuis | Uitslag                                                   | Uit                                                             | Informatie |
| ----------------------- | ----- | --------------------------------------------------------- | --------------------------------------------------------------- | ---------- |
| 21 september 2011 20:30 |       |                                                           |                                                                 |            |
| OH Leuven               | 1 – 2 | Rupel Boom FC                                             | Den Dreef, Leuven Toeschouwers: 1.500 Arbiter: Jurgen Brinckman |            |
| J. Remacle 70' (pen.)   |       | 30' D. Ventose (pen.) 44' D. Ventose (pen.) 89' L. Wauman | Den Dreef, Leuven Toeschouwers: 1.500 Arbiter: Jurgen Brinckman |            |

## Statistieken
| 1   | Vlag van België   | Yves Lenaerts | 9          | 0          | 0          | 1          | 0          | 0          | 0          | 810        |   | 1        | 0        | 0        | 0        | 0        | 0        | 0        | 90       |  | 0     | 0     | 0     | 0     | 0     | 0     | 0     | 0     |  | 10     | 0      | 0      | 1      | 0      | 0      | 0      | 900    |
| 12  | Vlag van België   | Dean Michiels | 0          | 0          | 0          | 0          | 0          | 0          | 0          | 0          |   | 0        | 0        | 0        | 0        | 0        | 0        | 0        | 0        |  | 0     | 0     | 0     | 0     | 0     | 0     | 0     | 0     |  | 0      | 0      | 0      | 0      | 0      | 0      | 0      | 0      |
| 21  | Vlag van België   | Thomas Kaminski                                                                                                  | 21         | 0          | 0          | 1          | 0          | 0          | 0          | 1890       |   | 4        | 0        | 0        | 0        | 0        | 0        | 0        | 360      |  | 1     | 0     | 0     | 0     | 0     | 0     | 0     | 90    |  | 26     | 0      | 0      | 1      | 0      | 0      | 0      | 2340   |
|     |                   | Verdedigers |            |            |            |            |            |            |            |            |   |          |          |          |          |          |          |          |          |  |       |       |       |       |       |       |       |       |  |        |        |        |        |        |        |        |        |
| 2   | Vlag van België   | Frederik Boi | 24         | 3          | 8          | 5          | 0          | 0          | 3          | 1790       |   | 2        | 0        | 1        | 1        | 0        | 0        | 0        | 154      |  | 1     | 0     | 1     | 0     | 0     | 0     | 0     | 57    |  | 27     | 3      | 10     | 6      | 0      | 0      | 3      | 2001   |
| 3   | Vlag van België   | Nicky Hayen | 8          | 0          | 0          | 1          | 0          | 0          | 1          | 720        |   | 0        | 0        | 0        | 0        | 0        | 0        | 0        | 0        |  | 1     | 0     | 0     | 1     | 0     | 0     | 0     | 90    |  | 9      | 0      | 0      | 2      | 0      | 0      | 1      | 810    |
| 4   | Vlag van België   | Wim Raymaekers                                                                                                   | 25         | 1          | 1          | 4          | 0          | 1          | 1          | 2146       |   | 4        | 0        | 0        | 1        | 0        | 0        | 0        | 360      |  | 0     | 0     | 0     | 0     | 0     | 0     | 0     | 0     |  | 29     | 1      | 1      | 5      | 0      | 1      | 1      | 2506   |
| 5   | Vlag van België   | Joeri Vastmans                                                                                                   | 1          | 1          | 0          | 0          | 0          | 0          | 0          | 1          |   | 0        | 0        | 0        | 0        | 0        | 0        | 0        | 0        |  | 0     | 0     | 0     | 0     | 0     | 0     | 0     | 0     |  | 1      | 1      | 0      | 0      | 0      | 0      | 0      | 1      |
| 15  | Vlag van België   | Pieter Nys | 5          | 4          | 1          | 0          | 0          | 0          | 0          | 150        |   | 4        | 0        | 1        | 1        | 0        | 0        | 1        | 346      |  | 0     | 0     | 0     | 0     | 0     | 0     | 0     | 0     |  | 9      | 4      | 2      | 1      | 0      | 0      | 1      | 496    |
| 17  | Vlag van België   | Koen Weuts | 20         | 2          | 6          | 1          | 0          | 0          | 0          | 1437       |   | 5        | 0        | 2        | 2        | 0        | 0        | 0        | 420      |  | 1     | 0     | 0     | 0     | 0     | 0     | 0     | 90    |  | 26     | 2      | 8      | 3      | 0      | 0      | 0      | 1947   |
| 24  | Vlag van Tsjechië | Radek Dejmek | 18         | 2          | 2          | 2          | 0          | 0          | 2          | 1444       |   | 4        | 0        | 2        | 0        | 0        | 0        | 0        | 314      |  | 1     | 0     | 0     | 0     | 0     | 0     | 0     | 90    |  | 23     | 2      | 4      | 2      | 0      | 0      | 2      | 1848   |
| 25  | Vlag van Senegal  | Christophe Diandy                                                                                                | 24         | 6          | 8          | 3          | 0          | 0          | 0          | 1646       |   | 4        | 0        | 0        | 0        | 0        | 0        | 0        | 360      |  | 0     | 0     | 0     | 0     | 0     | 0     | 0     | 0     |  | 28     | 6      | 8      | 3      | 0      | 0      | 0      | 2006   |
| 26  | Vlag van België   | Lionel Gendarme                                                                                                  | 9          | 2          | 1          | 1          | 0          | 1          | 0          | 632        |   | 0        | 0        | 0        | 0        | 0        | 0        | 0        | 0        |  | 0     | 0     | 0     | 0     | 0     | 0     | 0     | 0     |  | 9      | 2      | 1      | 1      | 0      | 1      | 0      | 632    |
| 27  | Vlag van IJsland  | Stefán Gíslason                                                                                                  | 11         | 0          | 0          | 2          | 0          | 0          | 0          | 990        |   | 2        | 0        | 1        | 0        | 0        | 0        | 1        | 179      |  | 0     | 0     | 0     | 0     | 0     | 0     | 0     | 0     |  | 13     | 0      | 1      | 2      | 0      | 0      | 1      | 1169   |
|     |                   | Middenvelders |            |            |            |            |            |            |            |            |   |          |          |          |          |          |          |          |          |  |       |       |       |       |       |       |       |       |  |        |        |        |        |        |        |        |        |
| 6   | Vlag van België   | Kenneth Van Goethem                                                                                              | 1          | 0          | 1          | 0          | 0          | 0          | 0          | 77         |   | 3        | 0        | 2        | 0        | 0        | 0        | 0        | 267      |  | 0     | 0     | 0     | 0     | 0     | 0     | 0     | 0     |  | 4      | 0      | 3      | 0      | 0      | 0      | 0      | 344    |
| 8   | Vlag van België   | Maxime Annys | 22         | 1          | 4          | 9          | 0          | 0          | 0          | 1821       |   | 3        | 3        | 0        | 1        | 0        | 0        | 0        | 46       |  | 1     | 0     | 0     | 0     | 0     | 0     | 0     | 90    |  | 26     | 4      | 4      | 10     | 0      | 0      | 0      | 1958   |
| 10  | Vlag van België   | Kevin Roelandts                                                                                                  | 5          | 1          | 1          | 2          | 0          | 0          | 0          | 380        |   | 4        | 3        | 1        | 0        | 0        | 0        | 0        | 137      |  | 0     | 0     | 0     | 0     | 0     | 0     | 0     | 0     |  | 9      | 4      | 2      | 2      | 0      | 0      | 0      | 517    |
| 16  | Vlag van België   | Jorn Vermeulen                                                                                                   | 22         | 1          | 5          | 2          | 0          | 0          | 0          | 1788       |   | 2        | 0        | 0        | 0        | 0        | 0        | 0        | 180      |  | 0     | 0     | 0     | 0     | 0     | 0     | 0     | 0     |  | 24     | 1      | 5      | 2      | 0      | 0      | 0      | 1968   |
| 18  | Vlag van België   | Floribert Ngalula                                                                                                | 17         | 2          | 4          | 4          | 0          | 0          | 0          | 1301       |   | 1        | 1        | 0        | 0        | 0        | 0        | 0        | 2        |  | 0     | 0     | 0     | 0     | 0     | 0     | 0     | 0     |  | 18     | 3      | 4      | 4      | 0      | 0      | 0      | 1303   |
| 20  | Vlag van België   | Karel Geraerts                                                                                                   | 23         | 2          | 0          | 6          | 0          | 0          | 3          | 1983       |   | 2        | 0        | 0        | 0        | 0        | 0        | 0        | 180      |  | 1     | 0     | 0     | 0     | 0     | 0     | 0     | 90    |  | 26     | 2      | 0      | 6      | 0      | 0      | 3      | 2253   |
| 28  | Vlag van België   | Antoine Palate                                                                                                   | 0          | 0          | 0          | 0          | 0          | 0          | 0          | 0          |   | 0        | 0        | 0        | 0        | 0        | 0        | 0        | 0        |  | 0     | 0     | 0     | 0     | 0     | 0     | 0     | 0     |  | 0      | 0      | 0      | 0      | 0      | 0      | 0      | 0      |
| 30  | Vlag van België   | Simon Bracke | 0          | 0          | 0          | 0          | 0          | 0          | 0          | 0          |   | 0        | 0        | 0        | 0        | 0        | 0        | 0        | 0        |  | 0     | 0     | 0     | 0     | 0     | 0     | 0     | 0     |  | 0      | 0      | 0      | 0      | 0      | 0      | 0      | 0      |
|     |                   | Aanvallers |            |            |            |            |            |            |            |            |   |          |          |          |          |          |          |          |          |  |       |       |       |       |       |       |       |       |  |        |        |        |        |        |        |        |        |
| 7   | Vlag van België   | Jordan Remacle                                                                                                   | 29         | 0          | 4          | 6          | 0          | 0          | 9          | 2587       |   | 5        | 0        | 0        | 0        | 0        | 0        | 5        | 450      |  | 1     | 0     | 0     | 1     | 0     | 0     | 1     | 90    |  | 35     | 0      | 4      | 7      | 0      | 0      | 15     | 3127   |
| 9   | Vlag van Zweden   | Patrick Amoah | 9          | 7          | 0          | 1          | 0          | 0          | 1          | 316        |   | 0        | 0        | 0        | 0        | 0        | 0        | 0        | 0        |  | 1     | 0     | 0     | 0     | 0     | 0     | 0     | 90    |  | 10     | 7      | 0      | 1      | 0      | 0      | 1      | 406    |
| 9   | Vlag van België   | Salou Ibrahim | 7          | 6          | 1          | 0          | 0          | 0          | 0          | 124        |   | 1        | 1        | 0        | 0        | 0        | 0        | 0        | 32       |  | 0     | 0     | 0     | 0     | 0     | 0     | 0     | 0     |  | 8      | 7      | 1      | 0      | 0      | 0      | 0      | 156    |
| 11  | Vlag van België   | Tail Schoonjans                                                                                                  | 2          | 2          | 0          | 0          | 0          | 0          | 0          | 52         |   | 0        | 0        | 0        | 0        | 0        | 0        | 0        | 0        |  | 1     | 1     | 0     | 0     | 0     | 0     | 0     | 33    |  | 3      | 3      | 0      | 0      | 0      | 0      | 0      | 85     |
| 11  | Vlag van Oekraïne | Oleksandr Jakovenko                                                                                              | 8          | 1          | 4          | 0          | 0          | 0          | 1          | 597        |   | 4        | 1        | 1        | 0        | 0        | 0        | 2        | 290      |  | 0     | 0     | 0     | 0     | 0     | 0     | 0     | 0     |  | 12     | 2      | 5      | 0      | 0      | 0      | 3      | 887    |
| 13  | Vlag van België   | Bjorn Ruytinx | 28         | 5          | 10         | 10         | 0          | 0          | 3          | 1912       |   | 4        | 0        | 1        | 3        | 0        | 0        | 1        | 359      |  | 1     | 0     | 0     | 0     | 0     | 0     | 0     | 90    |  | 33     | 5      | 11     | 13     | 0      | 0      | 4      | 2361   |
| 14  | Vlag van België   | Thomas Azevedo                                                                                                   | 18         | 11         | 5          | 0          | 0          | 0          | 1          | 693        |   | 5        | 0        | 4        | 0        | 0        | 0        | 2        | 355      |  | 1     | 1     | 0     | 0     | 0     | 0     | 0     | 10    |  | 24     | 12     | 9      | 0      | 0      | 0      | 3      | 1058   |
| 19  | Vlag van België   | Loris Brogno | 2          | 2          | 0          | 0          | 0          | 0          | 1          | 70         |   | 4        | 4        | 0        | 0        | 0        | 0        | 0        | 28       |  | 0     | 0     | 0     | 0     | 0     | 0     | 0     | 0     |  | 6      | 6      | 0      | 0      | 0      | 0      | 1      | 98     |
| 22  | Vlag van België   | Emmerik De Vriese                                                                                                | 15         | 10         | 2          | 0          | 0          | 0          | 1          | 550        |   | 0        | 0        | 0        | 0        | 0        | 0        | 0        | 0        |  | 1     | 0     | 1     | 0     | 0     | 0     | 0     | 80    |  | 16     | 10     | 3      | 0      | 0      | 0      | 1      | 630    |
| 23  | Vlag van Nigeria  | Derick Ogbu | 22         | 3          | 8          | 1          | 0          | 0          | 9          | 1721       |   | 1        | 1        | 0        | 0        | 0        | 0        | 1        | 26       |  | 0     | 0     | 0     | 0     | 0     | 0     | 0     | 0     |  | 23     | 4      | 8      | 1      | 0      | 0      | 10     | 1747   |
| 29  | Vlag van België   | Joren Dehond | 1          | 1          | 0          | 0          | 0          | 0          | 0          | 6          |   | 1        | 1        | 0        | 0        | 0        | 0        | 0        | 13       |  | 0     | 0     | 0     | 0     | 0     | 0     | 0     | 0     |  | 2      | 2      | 0      | 0      | 0      | 0      | 0      | 19     |
| Nr. | Nat.              | Naam | Competitie | Competitie | Competitie | Competitie | Competitie | Competitie | Competitie | Competitie |   | Play-Off | Play-Off | Play-Off | Play-Off | Play-Off | Play-Off | Play-Off | Play-Off |  | Beker | Beker | Beker | Beker | Beker | Beker | Beker | Beker |  | Totaal | Totaal | Totaal | Totaal | Totaal | Totaal | Totaal | Totaal |
| Nr. | Nat.              | Naam | W          |            |            |            |            |            |            | min.       | W |          |          |          |          |          |          | min.     | W        |  |       |       |       |       |       | min.  | W     |       |  |        |        |        |        | min.   |        |        |        |
|     |                   | Bijgewerkt tot en met 4 april 2012. : speler tijdens het seizoen gekomen : speler tijdens het seizoen vertrokken |            |            |            |            |            |            |            |            |   |          |          |          |          |          |          |          |          |  |       |       |       |       |       |       |       |       |  |        |        |        |        |        |        |        |        |

2009/10 · 2010/11 · 2011/12 · 2012/13 · 2013/14 · 2014/15 · 2015/16 · 2016/17 · 2017/18 · 2018/19 · 2019/20 · 2020/21 · 2021/22 · 2022/23 · 2023/24 · 2024/25 · 2025/26